# Crouay
Crouay é uma comuna francesa na região administrativa da Normandia, no departamento Calvados. Estende-se por uma área de 7,79 km². Em 2010 a comuna tinha 531 habitantes (densidade: 68,2 hab./km²).